# Bördeland
 (août 2024).
Si vous disposez d'ouvrages ou d'articles de référence ou si vous connaissez des sites web de qualité traitant du thème abordé ici, merci de compléter l'article en donnant les références utiles à sa vérifiabilité et en les liant à la section « Notes et références ».
Bördeland est une commune de Saxe-Anhalt, en Allemagne. Elle a été créée en 2008 par fusion de sept anciennes communes :
- Biere (2 431 hab.) ;
- Eggersdorf (1 240 hab.) ;
- Eickendorf (1 143 hab.) ;
- Großmühlingen (1 059 hab.) ;
- Kleinmühlingen (640 hab.) ;
- Welsleben (1 835 hab.) ;
- Zens (288 hab.).

## Personnalités liées à la ville
- Christian Reineccius (1668-1752), théologien né à Großmühlingen.